# Văn học Đại Việt thời Trần
Văn học đời Trần là giai đoạn văn học Việt Nam trong thời kỳ lịch sử của nhà Trần (1225-1400).

## Tổng quan văn học thời Trần
Nước Việt dưới đời Trần xuất hiện nhiều thiên tài quân sự, tạo nên những chiến công sáng chói trong lịch sử dựng nước và giữ nước. Tuy nhiên, nhân tài đời Trần không chỉ giới hạn trong lãnh vực quân sự, mà còn có rất nhiều nhân vật, nhà văn, thơ kiệt xuất trong lãnh vực văn học. Nếu thi ca và văn chương là nền tảng của tư tưởng Việt, tư tưởng từ đó được hệ thống hóa thành nhân sinh quan và triết lý Việt, thì đóng góp của đời Trần rất quan trọng trong việc phát huy một nền văn hóa thuần túy Việt Nam. Bắt nguồn từ một nhân vật gốc gác ngư dân thuyền chài, không biết gì về văn học, các triều đại nhà Trần đã để lại một nền văn học có phần vượt trội, hơn hẳn đời nhà Lý. Không những thế, dưới các triều đại này việc phổ biến chữ Nôm và Quốc ngữ thi cho ta thấy người Việt đã bắt đầu phát huy một nền văn hóa đầy tự tin và ý thức độc lập, vượt lên khỏi ảnh hưởng sâu đậm của Trung Quốc.

## Điều kiện phát triển

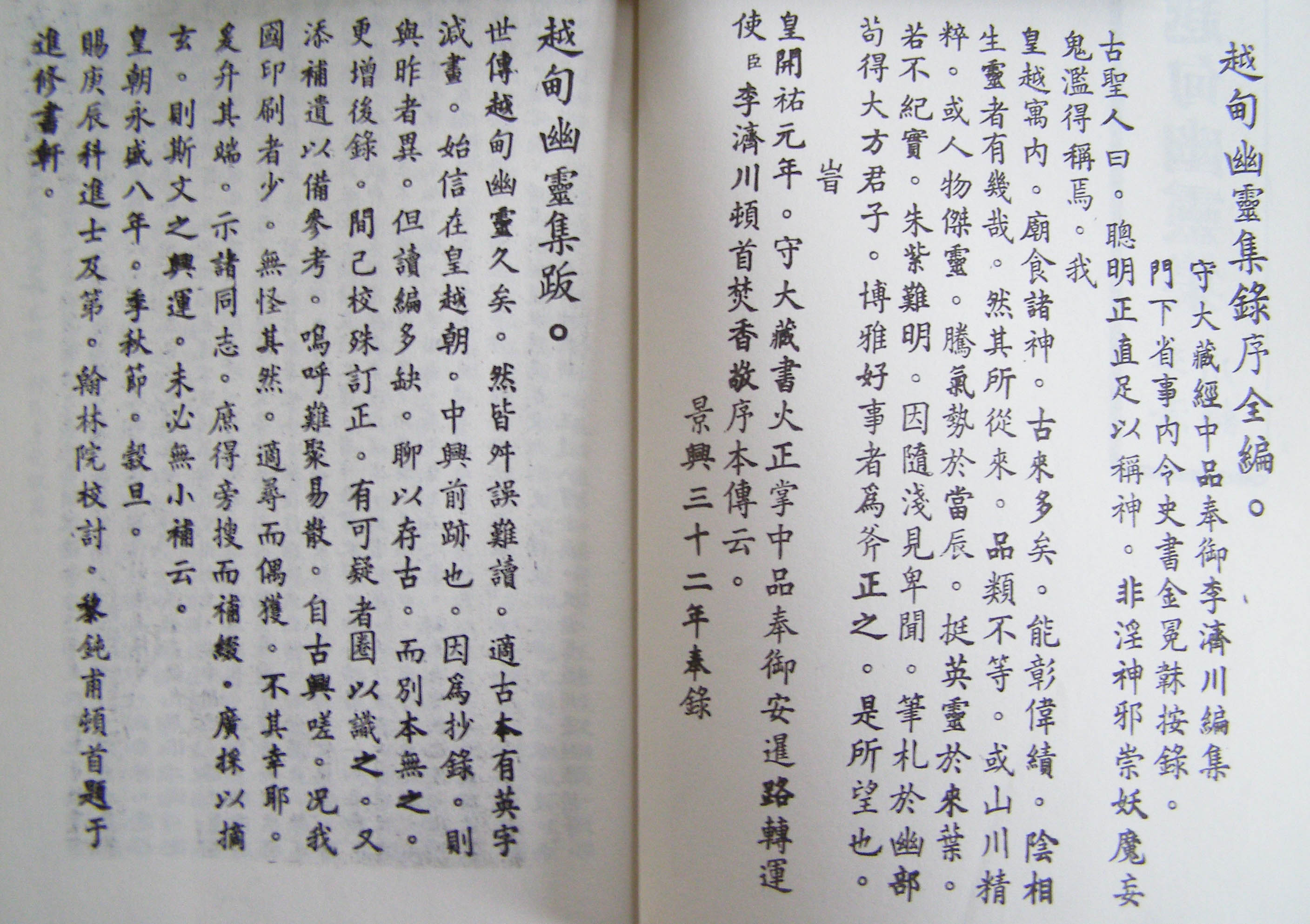
Việt Điện U Linh Tập, phần dẫn nhập, bản Hán văn, 1959

Một trong những lý do văn học đời Trần có những thành tựu tốt đẹp là do việc học được khuyến khích không ngừng qua suốt các đời vua. Năm Kiến Trung thứ tám (1232), vua Thái Tông đã cải tổ lại việc thi cử của đời Lý, mở kỳ thi Thái học sinh để tuyển mộ người hiền; năm Thiên Ứng Chính Bình thứ năm (1243) vua đặt Phạm Ứng Thần làm chức quan Thượng thư tri Quốc tử giám đề điệu, ra lệnh các con quan văn phải vào trường này học; năm Thiên Ứng Chính Bình thứ mười (1247) Thái Tông lập thêm tam khôi: trạng nguyên, bảng nhãn, thám hoa để khuyến khích thí sinh; năm Nguyên Phong thứ ba (1253) Thái Tông lập Quốc học viện để giảng dạy, truyền chiếu toàn quốc cho các học giả, khuyên nên vào Quốc học viện giảng đọc Tứ thư Ngũ kinh. Đời Nhân Tông năm Thiệu Bảo thứ ba (1281), vua lập nhà học ở phủ Thiên Trường, cử quan về giảng dạy. Đến đời Phế Đế, năm Xương Phù thứ bảy (1384) lập thư viện ở núi Lạn Kha , cử Trần Tông làm trưởng viện giảng dạy học trò, và vua Nghệ Tông thường đích thân thăm viếng. Đời Thuận Tông, năm Quang Thái thứ 10 vua ban chiếu cấp ruộng học cho các châu phủ có lợi tức, đặt quan Đốc học dạy dỗ các học trò. Các việc trên đây cho thấy tuy trải qua nhiều tai biến binh đao, các vua nhà Trần không hề xao lãng trong việc khuyến khích sự học.
Lý do thứ hai văn học đời Trần có những thành công tốt đẹp là do từ đời Thuận Tông trở về trước, việc học chú trọng về kinh thuật, đào tạo cho người học có bản lĩnh suy luận cơ bản, không chú trọng lối học từ chương. Do đó, nhà Trần có những học giả kiệt xuất như Chu Văn An, Trương Hán Siêu, và những nhà tư tưởng độc lập như Hồ Quý Ly. Có học giả bình luận rằng nhờ vậy văn học đời Trần "...có khí cốt, không ủy mị non nớt như các đời khác..."

## Sự xuất hiện của thơ văn chữ Nôm

### Hàn Thuyên
Trước đời Trần, văn chương Quốc ngữ nước Việt chỉ có tục ngữ, ca dao, hoặc các loại văn chương bình dân truyền khẩu . Theo Khâm định Việt sử thông giám cương mục, tháng tám, mùa thu năm Thiệu Bảo tứ tư đời Nhân Tông (1282) có con ngạc ngư lớn xuất hiện ở sông Phú Lương, vua sai quan Hình bộ thượng thư Nguyễn Thuyên viết bài văn vất xuống sông đuổi cá. Con cá bỏ đi, vua xem việc nầy giống sự tích Hàn Dũ ở Trung Quốc, nên ban lệnh đổi tên họ ông thành Hàn Thuyên . Ông có biệt tài làm được thơ phú bằng chữ quốc ngữ, đặt ra Hàn luật. Theo Dương Quảng Hàm thì Hàn luật chính là Đường luật ứng dụng vào Việt ngữ, và công Hàn Thuyên rất lớn, vì nhờ có ông áp dụng vào thơ phú chữ Nôm, nhiều người bắt chước theo ông, nên nền văn chương chữ Nôm được khởi đầu từ đây . Tại Bách khoa toàn thư Việt Nam viết: Nguyễn Thuyên là người đầu tiên đưa tiếng Việt vào thơ văn, đặt ra thể thơ Hàn luật (kết hợp thơ Đường luật với các thể thơ dân tộc).

### Thơ văn chữ Nôm đời Trần
Sử chép nhiều người đời Trần bắt chước Hàn Thuyên làm thơ phú quốc âm, gây thành phong trào làm thơ phú và viết văn bằng chữ Nôm . Các bài thơ văn này nay đã thất truyền, nhưng sử còn ghi lại tên một số tác giả và tác phẩm:
1. Hàn Thuyên viết Phi sa tập.
2. Nguyễn Sĩ Cố viết một số bài thơ văn chữ Nôm.
3. Chu Văn An viết Quốc ngữ thi tập.
4. Hồ Quý Ly viết Quốc ngữ thi nghĩa.
5. Trong Nghĩa sĩ truyện của Hoàng Trừng có ghi lại năm bài văn nôm đời Trần chép sự việc Nguyễn Biểu đi sứ, ăn cỗ đầu người, bị tướng Trương Phụ chém, như sau:
a) Bài thơ nôm vua Trần tặng Nguyễn Biểu lúc đi sứ.
b) Bài thơ nôm của Nguyễn Biểu họa lại.
c) Bài thơ nôm của Nguyễn Biểu viết lúc ăn cỗ đầu người.
d) Bài văn tế Nguyễn Biểu chữ nôm do Trần Trùng Quang viết.
e) Bài kệ chữ nôm của vị sư chùa Yên Quốc (nơi Nguyễn Biểu bị hành hình) khen ngợi chí khí của ông.

## Các thể loại và một số tác phẩm
| Thể loại  | Tác phẩm                     | Số quyển và lưu bản            | Tác giả và thời điểm                                                    |
| --------- | ---------------------------- | ------------------------------ | ----------------------------------------------------------------------- |
| Chính trị | Quốc triều thông chế         | 20 quyển, nay đã thất truyền.  | Soạn năm Kiến Trung thứ sáu đời Thái Tông.                              |
| Chính trị | Kiến trung thường lệ         | 10 quyển, nay đã thất truyền.  | Soạn đời Thái Tông.                                                     |
| Chính trị | Công-văn cách thức           | 1 quyển, nay đã thất truyền.   | Soạn năm Hưng Long thứ bảy đời Anh Tông                                 |
| Chính trị | Hoàng Triều Đại điển         | 10 quyển, nay đã thất truyền.  | Trương Hán Siêu và Nguyễn Trung Nghiện đồng soạn đời Dụ Tông.           |
| Lý thuyết | Kim cương kinh chú giải      | (?) quyển, nay đã thất truyền. | Soạn bởi Trần Thái Tông, không rõ năm.                                  |
| Lý thuyết | Khóa hư lục                  | 2 quyển                        | Soạn bởi Trần Thái Tông, không rõ năm.                                  |
| Lý thuyết | Đoạn sách lục                | (?) quyển, nay đã thất truyền. | Soạn bởi Pháp Hoa thiền sư, không rõ năm.                               |
| Lý thuyết | Ngọc tiên tập                | (?) quyển, nay đã thất truyền. | Soạn bởi Huyền Quang thiền sư, không rõ năm.                            |
| Lý thuyết | Thiền lâm thiết chủy ngữ lục | 1 quyển, nay đã thất truyền.   | Soạn bởi Trần Nhân Tông, không rõ năm.                                  |
| Lý thuyết | Thạch thất mỵ ngữ            | 1 quyển, nay đã thất truyền.   | Soạn bởi Trần Nhân Tông, không rõ năm.                                  |
| Lý thuyết | Tứ thư thuyết ước            | (?) quyển, nay đã thất truyền. | Soạn bởi Chu Văn An, không rõ năm.                                      |
| Lý thuyết | Minh đạo lục                 | 14 thiên, nay đã thất truyền.  | Soạn bởi Hồ Quý Ly, không rõ năm.                                       |
| Sử truyện | Hoàng triều ngọc diệp        | 1 quyển, nay đã thất truyền.   | Soạn năm Kiến Trung thứ mười đời Thái Tông.                             |
| Sử truyện | Đại Việt sử ký               | 30 quyển.                      | Lê Văn Hưu soạn năm Thiệu Long thứ năm đời Thánh Tông.                  |
| Sử truyện | Việt sử cương mục            | (?) quyển, nay đã thất truyền. | Hồ Tông Thốc soạn, không rõ năm.                                        |
| Sử truyện | Trung hưng thực lục          | (?) quyển, nay còn vài tập.    | Soạn đời Nhân Tông, không rõ năm.                                       |
| Sử truyện | Tăng già toái sự             | 1 quyển, nay còn vài tập.      | Soạn đời Trần Minh Tông, không rõ năm.                                  |
| Sử truyện | Thiền uyển tập anh           | 2 quyển.                       | Thiền sư(?) Kim Sơn, không rõ năm.                                      |
| Sử truyện | Việt điện u linh tập         | 1 quyển.                       | Lý Tế Xuyên soạn, không rõ năm.                                         |
| Thi văn   | Thiền tông chỉ nam           | 1 quyển                        | Trần Thái Tông soạn sau khi thoái vị, không rõ năm.                     |
| Thi văn   | Thái Tông thi tập            | 1 quyển, nay còn vài tập.      | Trần Thái Tông soạn, không rõ năm.                                      |
| Thi văn   | Thánh Tông thi tập           | 1 quyển, nay còn 5 bài.        | Trần Thánh Tông soạn, không rõ năm.                                     |
| Thi văn   | Nhân Tông thi tập            | 1 quyển, nay còn 20 bài.       | Trần Nhân Tông soạn, không rõ năm.                                      |
| Thi văn   | Đại Hương hải ân thi tập     | 1 quyển, nay còn ?             | Trần Nhân Tông soạn sau khi xuất gia, không rõ năm.                     |
| Thi văn   | Minh Tông thi tập            | 1 quyển, nay còn 10+ bài.      | Trần Minh Tông soạn, không rõ năm.                                      |
| Thi văn   | Thủy vân tùy bút             | (?) quyển, nay còn 9 bài.      | Trần Anh Tông soạn, không rõ năm.                                       |
| Thi văn   | Nghệ Tông thi tập            | 1 quyển, nay còn 7-8 bài.      | Trần Nghệ Tông soạn, không rõ năm.                                      |
| Thi văn   | Sầm lâu tập                  | 1 quyển, nay đã thất truyền.   | Trần Quốc Toại soạn, không rõ năm.                                      |
| Thi văn   | Lạc đạo tập                  | 1 quyển.                       | Trần Quang Khải soạn, không rõ năm.                                     |
| Thi văn   | Băng Hồ ngọc hác tập         | 2 quyển.                       | Trần Nguyên Đán soạn, không rõ năm.                                     |
| Thi văn   | Củng cực ngâm                | (?) quyển, nay còn vài bài.    | Trần Ích Tắc soạn, không rõ năm.                                        |
| Thi văn   | Giới Hiên thi tập            | 1 quyển, nay còn 80+ bài.      | Nguyễn Trung Nghiện soạn, không rõ năm.                                 |
| Thi văn   | Tiểu ẩn thi tập              | 1 quyển, nay còn vài bài.      | Chu Văn An soạn, không rõ năm.                                          |
| Thi văn   | Quốc ngữ thi tập             | 1 quyển, nay không còn.        | Chu Văn An soạn, không rõ năm.                                          |
| Thi văn   | Giáp thạch tập               | 1 quyển.                       | Phạm Sư Mạnh soạn, không rõ năm.                                        |
| Thi văn   | Cúc đường di cảo             | 2 quyển, nay còn 20 bài.       | Trần Quang Triều soạn, không rõ năm.                                    |
| Thi văn   | Thảo nhàn hiệu tần           | (?) quyển, nay còn vài bài.    | Hồ Tông Thốc soạn, không rõ năm.                                        |
| Giáo dục  | Cơ cừu lục                   | 1 quyển, nay không còn.        | Trần Thánh Tông soạn, không rõ năm.                                     |
| Giáo dục  | Di hận tập                   | 1 quyển, nay không còn.        | Trần Thánh Tông soạn, không rõ năm.                                     |
| Giáo dục  | Bảo hòa dư bút               | 8 quyển, nay không còn.        | Nguyễn Mậu Tiêu và Phan Nghĩa \| đồng soạn đời Nghệ Tông, không rõ năm. |
| Giáo dục  | Quốc ngữ thi nghĩa           | (?) quyển, nay không còn.      | Hồ Quý Ly soạn, không rõ năm.                                           |
| Quân sự   | Binh thư yếu lược            | 1 quyển.                       | Trần Quốc Tuấn soạn, không rõ năm.                                      |

## Tác giả và tác phẩm tiêu biểu

### Trần Quốc Tuấn
- Hịch tướng sĩ: Tháng 12 năm Giáp Thân 1284, hiệu Thiệu Bảo năm thứ 6, đời Trần Nhân Tông, đại binh Thoát Hoan tiến đánh Chi Lăng, Trần Quốc Tuấn thất thế đưa quân chạy về Vạn Kiếp. Vua Trần Nhân Tông thấy thế giặc mạnh, cho vời ông về Hải Dương mà phán: "Thế giặc to như vậy, mà chống với chúng thì dân sự tàn hại, hay là trẫm sẽ chịu hàng để cứu muôn dân?" Vương tâu: "Bệ hạ nói câu ấy là lời nhân đức, nhưng Tôn Miếu Xã Tắc thì sao? Nếu Bệ hạ muốn hàng, xin trước hãy chém đầu tôi đi đã, rồi sau hãy hàng!!" Vua nghe thế yên lòng. Hưng Đạo Vương trở về Vạn Kiếp hiệu triệu 20 vạn quân Nam, và thảo bài Dụ chư tỳ tướng hịch văn ('諭諸裨將檄文), thường gọi là Hịch tướng sĩ) để khuyên răn tướng sĩ, đại ý khuyên binh sĩ học tập và rèn luyện võ nghệ, khuyên các tướng học tập trận pháp theo sách Binh thư yếu lược, chuẩn bị cho cuộc kháng chiến chống quân Nguyên lần thứ 2.
- Binh thư yếu lược: Do Hưng Đạo Đại vương Trần Quốc Tuấn soạn, đại ý ghi các điều cốt yếu từ các binh thư về việc dùng binh, giúp các tướng lãnh và quân sĩ trau dồi khả năng quân sự.

### Trần Quang Khải
- Tòng giá hoàn kinh  (從駕還京) (còn được biết đến với các tên Tụng giá hoàn kinh sư, Tụng giá hoàn kinh sứ) do Trần Quang Khải viết sau khi quân dân nhà Trần chiến thắng quân Nguyên lần thứ hai. Bài thơ đại ý nói về cảm xúc người tướng khi theo xa giá vua trở về kinh đô khải hoàn. Hiện còn hai bản lưu truyền, một của Trần Trọng Kim , một của Ngô Tất Tố.
- Phúc hưng viên (福興園) Sau khi chiến thắng quân Nguyên, Thượng tướng Trần Quang Khải về hưu lúc tuổi già và nghỉ ngơi tại tư dinh của ông, có vườn riêng tên gọi "Phúc hưng viên". Bài thơ này đại ý tả cảnh nhàn nhã thời thanh bình. Hiện còn một bản lưu truyền của Ngô Tất Tố.
- Lưu gia độ (劉家渡) Bài thơ này đại ý tả cảnh khách qua bến đò Lưu gia, nhớ lại ngày xưa từng hộ tống xa giá vua có dừng quân nơi đây, nay non sông thái bình, trở lại chốn cũ đầu đã bạc, thấy hoa mai nở trắng xóa như tuyết bên bờ sông. Hiện còn một bản lưu truyền của Ngô Tất Tố.
- Xuân nhật hữu cảm (春日有感) gồm hai bài thơ xuân, hiện còn hai bản lưu truyền của Ngô Tất Tố. Bài thứ nhất đại ý nói mùa xuân, một người đóng chặt cửa, ngồi nhìn mưa bụi bay trên hoa mai, nghĩ đến ba phần ngày xuân đà bỏ phí hết hai, nay năm mươi biết sức đã suy, nhưng hào khí ngày nào vẫn còn, dùng vào chi hơn là đè ngọn gió Đông mà làm một bài thơ. Bài thứ hai nói cảnh đêm xuân gần tàn, dưới bóng trăng mờ thấy hơi lành lạnh ngọn gió đưa đến, sáng ra mấy chùm bông liễu trên không bay lạc vào gác, vài cành trúc đập vào hiên như muốn quấy rầy giấc ngủ, xa xa hình như đang mưa, trong gió đưa lại hơi mát làm mọi sự tươi tỉnh. Người sực nhớ giật mình, thấy mình không còn xuân trẻ, nay chỉ có ba chén rượu giải sầu, nhưng khi say cầm vỗ lại thanh gươm thời trẻ, thấy nhớ ngọn núi xưa nơi đã tung hoành một thời.

### Trần Thái Tông
- Tống Bắc sứ Trương Hiển Khanh
- Ký Thanh phong am Tăng Đức Sơn
- Ngưu Mã Bạch Cốt Tinh HOang Dong Thai
- Bạch MÃ Sông Toàn Trì Việt Thành Quốc Khà Ái

### Trần Thánh Tông
- Đề Huyền thiên động
- Hạ cảnh

### Trần Nhân Tông
- Xuân hiểu
- Nguyệt

### Chu Văn An
- Thất trảm sớ (bài sớ xin chém bảy quyền thần) Bài sớ này viết vào đời Dụ Tông, khi Chu Văn An làm quan trong triều và chứng kiến một số quan lại hủ bại, bèn viết sớ xin vua chém các người này. Khi vua không nghe, ông từ quan về hưu và sau đó không còn tham chính .

### Trương Hán Siêu
- Bạch Đằng giang phú (phú sông bạch đằng) Bài này Trương Hán Siêu tả cảnh sông Bạch Đằng, nhắc nhở công của quân dân nhà Trần đánh quân Nguyên, và khuyên hậu duệ trong nước đời sau nên biết gìn giữ giang sơn .
- Linh tế tháp ký
- Quan Nghiêm tự bi văn bài này ghi việc xây dựng trùng tu chùa Quan Nghiêm.

### Mạc Đĩnh Chi
- Ngọc tỉnh liên phú (Phú hoa sen ở giếng ngọc) Năm Hưng Long thứ hai mười hai (1304), đời Trần Anh Tông, Mạc Đĩnh Chi đi thi, đỗ trạng nguyên, khi vào chầu, vua thấy người ông nhỏ bé, lại xấu xí, nên không vui. Ông bèn viết bài phú hoa sen ở giếng ngọc, tự ví mình như loài hoa sen hiếm quý chỉ có người sành điệu mới biết thưởng thức. Vua xem khen hay và bổ ông làm quan .

### Hồ Quý Ly
- Quốc ngữ thi nghĩa sách dùng chữ quốc ngữ chua nghĩa Kinh Thi để các giáo sư dạy hậu phi và cung nhân. Sách này Hồ Quý Ly chú giải theo ý mình, không theo lời chú thích trước của Chu Tử .
- Minh đạo lục sách gồm 14 thiên, nay đã thất truyền, nhưng theo sử thì có rất nhiều tư tưởng mới mẻ về học thuật: (a) về đạo thống, Hồ Quý Ly chủ trương nên tôn Chu Công làm tiên thánh, giáng Khổng Tử làm tiên sư; (b) về kinh truyện, ông cho rằng sách Luận ngữ có 4 việc đáng nghi ngờ; (c) về các danh nho người Hán, ông cho Hàn Dũ là hạng đạo nho (ăn cắp văn người khác), Chu Mậu Thúc, Trình Di, Dương Thi, Chu Hy, là hạng học rộng nhưng tài kém, chỉ biết răm rắp theo ý cũ. Ngô Tất Tố khi bàn về hiện tượng này cho rằng "...những điều ông ta nói (trong Minh đạo lục) chẳng những ở ta từ trước đến hồi gần đây chưa ai nghĩ tới, mà đến ở Tàu, trừ bọn Thanh nho sinh sau Quý Ly ba bốn thế kỷ, cũng chưa có ai dám nói..."

### Lê Trắc
- Nội phụ
- Đô thành

### Sử Hy Nhan
- Trảm xà kiếm phú
- Đại Việt sử lược